# Kinya Kotani
Pour les articles homonymes, voir Kotani.
 (août 2025).
Si vous disposez d'ouvrages ou d'articles de référence ou si vous connaissez des sites web de qualité traitant du thème abordé ici, merci de compléter l'article en donnant les références utiles à sa vérifiabilité et en les liant à la section « Notes et références ».
Kinya Kotani (コタニ キンヤ, Kotani Kin'ya), né le 16 juillet 1979, est un acteur, chanteur, compositeur et musicien japonais.
Il a notamment créé les mélodies des anime Tsubasa -RESERVoir CHRoNiCLE- et de Gravitation.

## Production

### Discographie
- 1999 : Mad Soldiers' Laboratory
- 2000 : History P-20
- 2001 : What? **Physical**
- 2004 : Native
- 2006 : 三日月
- 2010 : 彩 -IRO-
- 2010 : Continuation
- 2013 : Electro
- 2014 : Library
- 2017 : GOLDEN☆BEST Limited コタニキンヤ. The Halfway Point

### DVD
- 2002 : Live Physical Small Club 2001
- 2002 : Live Physical ex. - 0126. 2000 to 2002
- 2002 : キンヤ が ゆく! 大百科
- 2002 : キンヤ が くる!? 大百科

### Livres
- Octobre 2000 : "あか" コタニキンヤ Artist Book 1
- Novembre 2000 : "あお" コタニキンヤ Artist Book 2
- Janvier 2001 : "きいろ" コタニキンヤ Artist Book 3